# 金澤理康
金澤 理康（かなざわ まさやす、1903年（明治36年）3月28日 - 1948年（昭和23年）1月17日）は、日本の法学者。早稲田大学教授。専門は日本法制史、西洋法制史、英国法。

## 経歴
1903年3月28日、埼玉県北葛飾郡吉田村（現・幸手町）において、金澤理三郎・あゑの長男として生まれる。吉田小学校尋常科、粕壁中学校、第一早稲田高等学院文科を経て、1926年3月に早稲田大学法学部英法科を卒業する。
1926年4月から早稲田大学法学部大学院に進学して法制史を専攻し、早稲田大学法学部の助手となる。論文『明治初期に於ける消費貸借法の変遷』により学会デビューを果たす。同年、文官高等試験司法科に合格する。
1931年5月から早稲田大学在学研究員として、ルプレヒト・カール大学ハイデルベルク、フンボルト大学ベルリン、ロストック大学に留学し、西洋法制史を研究する。1934年8月に帰国し、9月から早稲田大学法学部専任講師となる。1936年4月から助教授、1940年4月から教授となる。1930年代後半に『ザクセンシュピーゲル』を邦訳発表したことにより学界に認められる。
1944年の秋に病に倒れ、1948年1月17日、死亡する。

## 親族
- 父・金澤理三郎（1879-？） - 埼玉県多額納税者[6]
- 長男・金澤理（1929-） - 早稲田大学名誉教授、日本交通法学会顧問[6][7]
- 次男・金澤康徳（1935-2018） - 自治医科大学名誉教授、日本糖尿病動物研究会（現：日本糖尿病・肥満動物学会）2代目会長[6][8][9]

## 著作

### 著書

#### 単著
- 『西洋法制史講義』巌松堂書店、1936年1月。 NCID BN05943175。全国書誌番号:44005701。
- 『日本法制史講義』 第1分冊、巌松堂書店、1938年9月。 NCID BA49157226。全国書誌番号:44012727。
  - 『日本法制史講義』 第1分冊（訂正再版）、巌松堂書店、1941年4月。 NCID BA45086374。全国書誌番号:44014959。
- 『日本法制史講義』 第2分冊、巌松堂書店、1941年12月。全国書誌番号:44013191。
- 『日本法制史』三笠書房〈新法律学全書 27〉、1942年11月。 NCID BN06258008。全国書誌番号:46009503。
- 『法制史論集』成文堂、1978年6月。 NCID BN01102056。全国書誌番号:78027293。

#### 翻訳
- アイケ・フォン・レプゴウ『ザクセン・シュピーゲル ―ラントレヒト―』早稲田大学法学会〈早稲田法学 別冊 第8巻〉、1937年6月。 NCID BN0608916X。
- アイケ・フォン・レプゴウ『ザクセン・シュピーゲル ―レーンレヒト―』早稲田大学法学会〈早稲田法学 別冊 第9巻〉、1939年9月。 NCID BN0608916X。

### 共編
- 金澤理康、江家義男 編『高等学校用教科書 Contract and torts』東山堂書房、1943年3月。全国書誌番号:22109956。

### 論文
- 「明治初期に於ける消費貸借法の変遷」『早稲田法学』第10号、早稲田大学法学会、1930年3月、1-88頁、NAID 120000787989。
- 「我利息法に対する支那法の影響」『早稲田法学』第11号、早稲田大学法学会、1931年3月、1-54頁、NAID 120000787975。
- 「独逸新世襲農園法論」『早稲田法学』第15号、早稲田大学法学会、1936年2月、1-96頁、NAID 120000787964。
- 「Frhr.v. Kunssberg:Rechtliche Volkskunde.」『社会経済史学』第6巻第11号、社会経済史学会、1937年3月、124-125頁、NAID 110001214856。
- 「ザクセン・シュピーゲルに現はれたる封建制度」『社会経済史学』第9巻第8号、社会経済史学会、1939年11月、84-103頁、NAID 110001215090。
- 「久保正訳幡著 『リブアリア法典』」『社会経済史学』第10巻第8号、社会経済史学会、1940年11月、115-117頁、NAID 110001214751。
- 「独逸中世の損害賠償制度 ――定額賠償制の一研究――」『早稲田法学』第19号、早稲田大学法学会、1940年4月、1-80頁、NAID 120000788036。
- 「法制史」『社会経済史学』第10巻第9・10号、社会経済史学会、1941年1月、241-256頁、NAID 110001214680。
- 「我国中世の損害賠償制度」『早稲田法学』第20号、早稲田大学法学会、1941年7月、1-48頁、NAID 120000788040。
- 「キュンスベルク教授の急逝」『社会経済史学』第11巻第4号、社会経済史学会、1941年7月、455-456頁、NAID 110001214799。
- 「滝川政次郎博士著 『日本法制史研究』」『社会経済史学』第11巻第5号、社会経済史学会、1941年8月、93-96頁、NAID 110001214805。
- 「栗生武夫博士」『社会経済史学』第12巻第4号、社会経済史学会、1942年7月、456-458頁、NAID 110001212963。
- 「原田慶吉『我が国に於ける外国法史学の発達』及び久保正幡『ゲルマン法史の構想』 ――西洋法制史研究の一方法――」『社会経済史学』第13巻第6号、社会経済史学会、1943年9月、113-116頁、NAID 110001215134。
- 「満洲国籍法提言」『早稲田法学』第21号、早稲田大学法学会、1943年2月、1-39頁、NAID 120000788002。
- 「大名の封建負担」『早稲田法学』第22号、早稲田大学法学会、1945年3月、1-104頁、NAID 120000788020。